# 原宿貓街

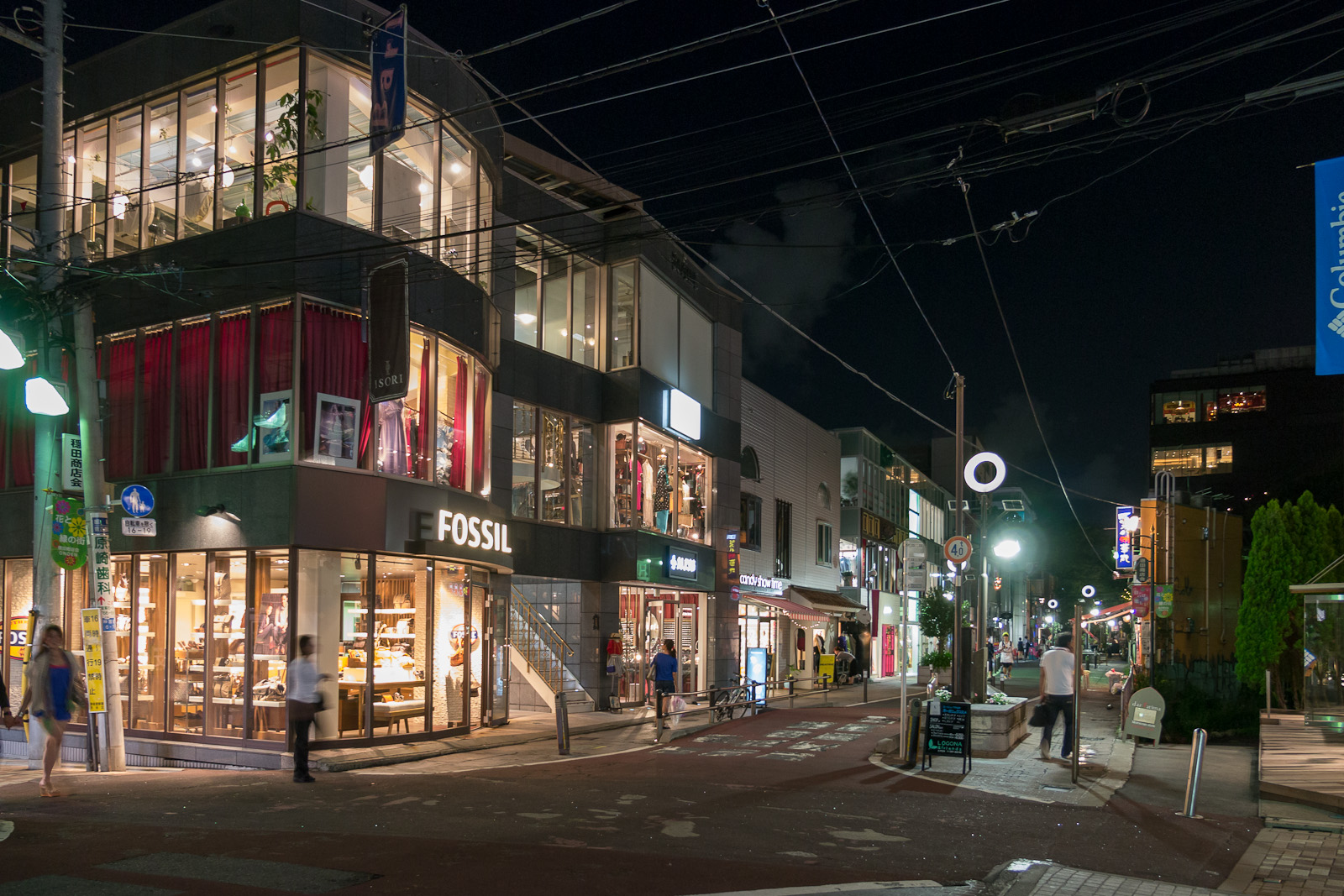
傍晚的貓街

貓街（キャットストリート，Cat Street），位於日本東京，原宿和澀谷間長約半英里的街道。
這裏有各式各樣獨具風格的商店，舉凡衣服配件、時尚精品、餐廳、咖啡廳、雜貨店、古著店等等，應有盡有，因此吸引了許多時尚人士聚集於此。

## 位置與歷史
以 明治通（東京都道305號芝新宿王子線)宮下公園附近的Shibuya Cast為起始點，越過神宮前的表參道（縣有413路），一直到原宿福利中心附近。
貓街是神宮前三丁目到五丁目的一條人行道 ，建在澀谷河(泉田川河)上。（澀谷河在1964年（昭和 1939）前是一條溝渠）
它是原宿的主要街道之一，自1996年(平成8年)以來，這條街已成為澀谷區的市町村道 。

## 名稱的由來
這個名稱的由來有幾種說法，如 "因為狹窄的街道像是貓的額頭"， "一個在這裏發跡的樂隊的專輯名稱《貓之街》" 。

## 媒體評價
Time Out Tokyo 稱，"貓街是東京充滿活力的街頭時尚文化的精神家園。儘管在過去幾年中，貓街一直穩步進入高檔市場，但它仍然是東京購物狂潮中衣著時髦的青少年的主要購物管道。亮點包括安藤忠雄（Tadao Ando）設計的大廈，裡面設有Armani Casa室內品牌，以及可收藏的人物商店Pook et Koop。"
康泰納仕旅行家（CondéNast Traveler）稱，"那些想看看更精緻的東京著名的城市美學的人，不應錯過貓街"

## 相關作品
漫畫： 貓街（作者：神尾葉子，2004-2007）